# Lydia Loveless
Lydia Loveless, pseudoniem van Lydia Ankrom (Coshocton, Ohio, 4 september 1990), is een Amerikaanse zangeres, singer-songwriter en gitariste.

## Biografie
Loveless groeide op op een boerderij net buiten Coshocton en kwam al op jonge leeftijd in contact met muziek. Haar vader (Parker Chandler) was predikant en had daarnaast ook nog een country-and-westerncafé, waar veel countrybands optraden. Zij heeft twee oudere (muzikale) zussen. Loveless begon op 12-jarige leeftijd met gitaarspelen. Met 14 jaar verhuisde ze naar Columbus, waar ze kennismaakte met alternatieve country beïnvloed door countryrock, punkrock en rock-'n-roll. Ook maakte zij kennis met de muziek van Hank Williams III, de kleinzoon van Hank Williams sr. Zijn muziek zorgde voor nieuwe muzikale inzichten bij Loveless.
In 2004 richtten Loveless, haar vader en haar zussen de rockband Carson Drew op, genoemd naar de vader in de fictieve boekenserie Nancy Drew van schrijver Edward Stratemeyer. De rolverdeling van de band zag er als volgt uit: Loveless was bassiste, zus Eleanor deed de toetsen en zang, zus Jessica elektrische gitaar en zang en vader Parker zat achter de drums. De band viel in 2007 uiteen. Vervolgens werd vader drummer bij de heavymetalband Couch en bassist bij de heavymetalband Windhand. De twee oudere zussen van Loveless zetten hun muzikale loopbaan afzonderlijk voort in de rockbands Default Gender (Eleanor) en The Girls! (Jessica).
Haar eerste studioalbum The Only Man werd in 2010 geproduceerd door David Rhodes Brown van de cowpunkband 500 Miles to Memphis. De muziek die Loveless sindsdien maakt is een combinatie van alternatieve country, countryrock en punkrock. De muziek neigt naar de klassieke country en grijpt terug op het werk van bijvoorbeeld iemand als Loretta Lynn.
Loveless was getrouwd met Ben Lamb, die tevens haar bassist was.

## Discografie

### Albums
- The Only Man (2010)
- Indestructible Machine (2011)
- Boy Crazy (EP) (2013)
- Somewhere Else (2014)
- Real (2016)
- Boy Crazy and Single(s) (2017)
- Daughter (2020)

- Bibliothèque nationale de France: cb169131671 (data)
- International Standard Name Identifier: 0000 0003 5742 7892
- Library of Congress Control Number: no2011162361
- MusicBrainz: c306218f-6818-40ce-97ce-7cadd3d5213f
- Nationale Bibliotheek van Tsjechië: xx0195661
- Système universitaire de documentation: 182115011
- Virtual International Authority File: 187548772
- WorldCat: E39PBJrKM93r3xwWM4hh79jcT3